# Grand Rapids Griffins

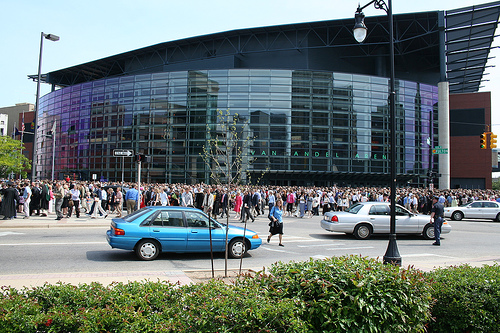
Van Andel Arena

Grand Rapids Griffins – drużyna hokejowa grająca w American Hockey League w dywizji północnej, konferencji zachodniej. Drużyna ma swoją siedzibę w Grand Rapids w Stanach Zjednoczonych. W latach 1996–2001 drużyna występowała w lidze IHL, a od 2001 roku w ECHL.
Drużyna podlega zespołowi Detroit Red Wings oraz ma własną filię w ECHL, którą jest drużyna Toledo Walleye oraz w UHL, którą jest drużyna Muskegon Fury. W przeszłości klub współpracował z Toledo Storm (ECHL).
- Rok założenia: 1996
- Barwy: czerwono-niebiesko-złote
- Trener: Greg Ireland
- Manager: Bob McNamara
- Hala: Van Andel Arena

## Osiągnięcia
- Mistrzostwo dywizji IHL: 2000, 2001
- Mistrzostwo konferencji IHL: 2000
- Mistrzostwo w sezonie regularnym IHL: 2001
- Finał o Turner Cup – wicemistrzostwo IHL: 2000
- Mistrzostwo dywizji AHL: 2002, 2003, 2006, 2013
- Mistrzostwo konferencji AHL: 2006, 2013
- Norman R. „Bud” Poile Trophy: 2002, 2006, 2013, 2015
- Puchar Caldera – mistrzostwo AHL: 2013[1], 2017